# Casa Florència Elias
La Casa Florència Elias és una obra art déco de Barcelona protegida com a Bé Cultural d'Interès Local.

## Descripció
La casa Florència Elias s'ubica al carrer Concòrdia, a les faldes de la muntanya de Montjuïc. És un edifici entre mitgeres que consta de planta baixa, cinc pisos i terrat. La façana principal, la del carrer Concòrdia, té a la planta baixa tres obertures formades per línies rectes. La porta principal, al centre, té una sèrie d'emmarcaments rectangulars en degradació i un rectangle motllurat a mode de clau de volta.
Als pisos superiors les obertures segueixen una sèrie d'eixos longitudinals i totes són allindades. Hi ha un joc de volums, ja que el pla de la façana es doblega creant dos línies triangulars, a banda i banda de les obertures centrals, que van del primer pis fins a l'últim i tenen una obertura a cada cara del triangle. Al primer pis hi ha tres balcons, dos als extrems fins als triangles, i un al centre. Al segon pis hi ha un balcó corregut que ressegueix les dues formes triangulars. Al tercer pis hi ha balcons individuals als extrems i un altre al centre que va d'un triangle a l'altre. Al quart pis torna a haver balcons individuals als extrems i el central es més petit. L'últim pis té un balcó corregut però en aquest cas és recte, no ressegueix les formes triangulars. Aquests balcons són de ferro forjats i estan decorats amb un motiu en ziga-zaga. Corona la façana una cornisa. El parament està pintat de verd amb les obertures emmarcades de blanc; entre les dues obertures que hi ha al centre, marcant l'eix de simetria, hi ha un motiu en ziga-zaga. Aquest motiu es repeteix emmarcant les obertures del cinquè pis.
La façana posterior, la que dona al carrer Pedreres, és de línies més senzilles que la principal. Aquí no sobresurten els dos cossos triangulars del pla de la façana però hi ha un joc de volums gràcies als balcons, ja que combina els individuals amb els correguts i va variant a cada planta. Les obertures són allindanades i estan emmarcades per una motllura llisa. Els balcons són de ferro forjat i repeteixen el motiu en ziga-zaga. Corona la façana una cornisa.

## Història
El projecte de Puig i Gairalt respon a una reforma i ampliació, ja que aquí ja hi existia un magatzem i un edifici d'habitatges. L'any 1898 es modificà l'alineació dels carrers de la zona amb un traçat rectilini fet que aprofità la propietària del solar per comprar l'excedent de terreny a l'ajuntament i així poder avançar la línia de façana